# نيكولاس بوب
نيكولاس بوب (بالإنجليزية: Nicholas Pope)‏ هو نحات بريطاني، ولد في 1949 في سيدني في أستراليا.